# Danh sách cầu thủ Olympiakos F.C.
Dưới đây là danh sách các cầu thủ đã và đang chơi cho Olympiakos F.C..

## Danh sách
| - Alexandros Alexandris - Nikos Anastopoulos - Dinos Andrianopoulos - Giorgos Andrianopoulos - Vassilis Andrianopoulos - Yiannis Andrianopoulos - Nikos Andrianopoulos - Nikos Vamvakoulas - Thanasis Bebis - Vassilis Botinos - Georgios Delikaris - Stelios Giannakopoulos - Georgios Anatolakis - Grigoris Georgatos - Nikos Gioutsos - Achilleas Grammatikopoulos - Dimitrios Eleftheropoulos - Fanis Katergiannakis - Nikos Dabizas - Christos Kaltsas - Nikos Kambolis - Vassilis Karapialis - Kyriakos Karataidis - Babis Kotridis - Ioannis Kyrastas - Lambros Choutos - Tasos Mitropoulos - Andreas Mouratis - Takis Lemonis - Vasan Vazikian - Takis Synetopoulos - Ilias Rossidis - Nikos Sarganis - Giorgos Sideris - Giotis Tsalouchidis - Giannis Vazos - Stylianos Venetidis - Elias Yfantis - Stelios Kourkouklatos - Meletis Persias - Andreas Vasilogiannis - Leonidas Panagopoulos - Takis Gonias - Vassilis Karapialis - Giannoulis Fakinos - Giotis Tsalouchidis - Dimitris Kokkinakis - Christos Arvanitis - Agapios Kaltaveridis - Pavlos Grigoriadis - Michalis Kritikopoulos - Babis Stavropoulos - leyteris Poupakis | - Georgios Galitsios - Ieroklis Stoltidis - Avraam Papadopoulos - Christos Patsatzoglou - Konstantinos Mitroglou - Georgios Katsikogiannis - Anastasios Pantos - Aristides Soiledis - Giannis Papadopoulos - Vasilis Torosidis - Giorgos Niklitsiotis - Antonios Nikopolidis - Kyriakos Papadopoulos - Paraskevas Antzas - Giorgos Amanatidis - Christos Lisgaras - Ilias Poursanidis - Charalambos Pezonis - Thanasis Kostoulas - Giannis Taralidis - Alekos Kaklamanos - Alekos Rantos - Kleopas Giannou - Michalis Sifakis - Kostas Sfakianakis - Angelos Georgiou - Andreas Bonovas - Petros Karavitis - George Kostikos - Giorgos Passalis - Themis Moustaklis - Petros Kanellos - Alexandros Tatsis - Charis Pappas - Nikos Sarganis - Stavros Papadopoulos - Ioannis Okkas - Michalis Konstantinou - Stavros Papadopoulos - Kyriakos Koureas - Pamboulis Papadopoulos - Leonidas Leonidou - Minas Hantzidis - Elias "Maik" Galakos - Herbert Neumann - Thomas Rohrbach - Matt Derbyshire - Derek Spence - Pavel Kováč - Juraj Buček - Erol Bulut - Kalcak Serobletim - Kizim Karcioglou | - Christian Karembeu - Didier Domi - Rolland Courbis - Yves Triantafyllos - Romain Argyroudis - Peter Persidis - Kurt Welzl - Dani García - Raúl Bravo - Urko Rafael Pardo - Óscar - Erwin Lemmens - Enzo Maresca - Olof Mellberg - Pär Zetterberg - Ahlström - Hεkan Sandberg - Bent Christensen - Niels Sørensen - Roger Albertsen - Yuri Savichev - Oleg Protasov - Gennadiy Litovchenko - Hennadiy Litovchenko - Zhora Hovhannisyan - Grigoris Aghanian - Andreas Niniadis - Savvas Kofidis - Lajos Détári - Siniša Gogić - Miloš Šestić - Ilija Ivić - Darko Kovačević - Predrag Đorđević - Miloš Marić - Milos Sestic - Bozidar Bandovic - Mirsa Varesanovic - Refik Šabanadžović - Tomislav Butina - Martin Novoselac - Ivan Režić - Zlatko Zahovič - Mirnes Šišić - Dzoni Novak - Michal Zewlakow - Andrzej Juskowiak - Jacek Kazimierski - Akoul Sermalav - Mieri Skela - Foto Strakosha - Poli Kalota - Karak Altahatzerisa | - Giovanni - Rivaldo - Zé Elias - Luciano de Souza - Edu Dracena - Júlio César - Leonardo - Dudu - Diogo - Alexandre Joaquim D'Akol - Alvez Tevez Edvaldo - Julio Losanta - Jorge Walter Barrios - Vicente Estavillio - Milton Viera - Gabriel Alvez - Diego Aguirre - Ignatio Peña - Rafael Perone - Juan Gilberto Funes - Gabriel Schurrer - Luciano Galletti - Fernando Belluschi - Sebastian Leto - Cristian Raúl Ledesma - Leonel Núñez - Rodrigo Archubi - Antonio Justo Alcibar - Miguel Alberto Nicolau - Jorge Bermúdez - Fabian Estay - Félix Borja - Nery Castillo - Igor Vrablic - Peter Philipakos - Pit Skouras - Dimitris Mavrogenidis - Daniel Batista - Lomana LuaLua - Yaya Touré - Marco Né - Rashidi Yekini - Haruna Babangida - Abdeslam Ouaddou - Jaouad Zairi - Zizi Roberts - Peter Ofori-Quaye - Kofi Amponsah - Felix Aboague - Kasana Ouwondreke |

## Cầu thủ danh giá
(Panhellenic Championship:thời 1925-59)
| - Yiannis Andrianopoulos - Dinos Andrianopoulos - Giorgos Andrianopoulos - Nikos Andrianopoulos - Vassilis Andrianopoulos | - Ilias Rossidis - Savas Theodoridis - Kostas Karapatis - Stelios Kourkouklatos - Thanasis Bebis | - Andreas Mouratis - Theologos Symeonidis - Dionisis Minardos - Filipos Kouradis - Themis Moustaklis | - Achilleas Grammatikopoulos - Dimitris Kokkinakis - Babis Kotridis - Thanasis Kinley - Giannis Vazos |  |

(Alpha Ethniki:thời 1959-79)
| - Yves Triantafyllos - Romain Argyroudis - Maik Galakos - Nikos Gioutsos - Thanasis Aggelis - Giorgos Sideris - Elias Yfantis - Pavlos Grigoriadis - Julio Losanta | - Vasilis Siokos - Kostas Davourlis - Petros Karavitis - Ioannis Kyrastas - Rolland Courbis - Antonio Justo Alcibar - Miguel Alberto Nicolau - Milton Viera - Tassos Pappas | - Michalis Kritikopoulos - Babis Stavropoulos - leyteris Poupakis - Christos Arvanitis - Apostolos Gletsos - Panagiotis Kelesidis - Dimitris Persidis - Kostas Lolios - Georgios Delikaris | - Rafael Perone - Niels Sørensen - Kostas Aidiniou - Νίκος Βαμβακούλας - Stavros Papadopoulos - Kostas Saraliotis - Adonis Adoniadis - Giorgos Kokolakis - Dimitris Synetopoulos |

(Professional Championship:thời 1979-2006)
| - Andreas Bonovas - George Kostikos - Vasilis Papachristou - Giorgos Semertzidis - Giorgios Vaitsis - Vagelis Kousoulakis - Giorgos Gavasiadis - Petros Karavitis - Thodoros Paxatouridis - Theo Pallas - Nikos Vamvakoulas - Petros Michos - Stavros Papapdopoulos - Kostas Orfanos - Ilias Talikriadis - Panagiotis Sofianopoulos - Petros xanthopoulos - Thodoros Paxatouridis - Ilias Savidis - Giorgos Myrtsos - Alekos Rantos - Georgios Amanatidis | - Yiannis Gounaris - Giorgos Mitsibonas - Takis Nikoloudis - Alexis Alexiou - Nikos Anastopoulos - Nikos Sarganis - Takis Lemonis - Tasos Mitropoulos - Stratos Apostolakis - Stelios Giannakopoulos - Vassilis Karapialis - Grigoris Georgatos - Kyriakos Karataidis - Dimitrios Eleftheropoulos - Nikos Dabizas - Lambros Choutos - Stylianos Venetidis - Paraskevas Antzas - Anastasios Pantos | - Giotis Tsalouchidis - Nikos Tsiantakis - Giorgos Skartados - Christos Patsatzoglou - Alekos Alexandris - Giannis Taralidis - Giorgos Anatolakis - Herbert Neumann - Elias "Maik" Galakos - Minas Hantzidis - Daniel Batista - Savvas Kofidis - Dimitris Mavrogenidis - Predrag Đorđević - Ilija Ivić - Siniša Gogić - Nery Castillo | - Miloš Marić - Miloš Šestić - Darko Kovačević - Andreas Niniadis - Michalis Konstantinou - Foto Strakosha - Derek Spence - Christian Karembeu - Andrzej Juskowiak - Martin Novoselac - Lajos Détári - Rashidi Yekini | - Roger Albertsen - Bent Christensen - Ahlström - Pär Zetterberg - Yuri Savichev - Oleg Protasov - Gennadiy Litovchenko - Hennadiy Litovchenko - Rivaldo - Giovanni - Zé Elias - Luciano de Souza - Edu Dracena - Juan Gilberto Funes - Gabriel Schurrer - Vicente Estavillio - Jorge Walter Barrios - Fabian Estay |

(Superleague:thời 2006-nay)
| - Luciano Galletti - Fernando Belluschi |